# Krapinski pračlovek
Krapinski pračlovek znanstveno znan kot Homo sapiens neanderthalensis je priljubljeno ime za zbirko fosilnih ostankov pračloveka iz jame na Hušnjakovem hribu v bližini Krapine. Zbirka je bila zbrana med izkopavanji Dragutina Gorjanovića-Krambergerja 1899-1905 v jami v peščenih nanosih debeline 8 m. Gre za eno največjih zbirk neandertalcev na splošno, zato jo je mogoče uporabiti za proučevanje biološke spremenljivosti populacije praljudi. Vsebuje skoraj 900 kosti približno sedemdesetih posameznikov, starih od 3 do 27 let. Najdeni so bili skoraj vsi deli okostja, vendar bistveno zlomljene kosti. Ni sistematično pokopanih posameznikov, popolnoma ohranjenih lobanj ali celotnih dolgih kosti. To, pa tudi sledi struganja in rezanja posameznih kosti, je pripeljalo zgodnje raziskovalce na domnevo, da je bil krapinski pračlovek kanibal. Nedavne raziskave so pokazale, da lahko takšne poškodbe nastanejo tudi kot posledica naravnih procesov med fosilizacijo, toda vprašanje kanibalizma je še danes predmet znanstvenih razprav. Skupaj z ostanki krapinskega pračloveka so našli številne kosti izumrlih vrst živali (jamski medved, pragovedo, mamut, volk, Merckov nosorog, svizec, itd.) ter približno 300 izdelkov iz cepljenega kamna (palice, strgala, konice, strgalniki, noži, žage), ki spadajo v arheološko obdobje srednjega paleolitika oziroma moustérienski kulturi. Najdene so bile tudi sledi ognjišča in zažgane kosti, kar pomeni, da je krapinski pračlovek že uporabljal ogenj. Starost krapinskih najdb je ocenjena na približno 130.000 let. 
Nahajališče je zaščiteno kot prvi paleontološki spomenik narave RH (1961.).

## Raziskave
Raziskovanje paleolitskih najdišč na Hrvaškem, pa tudi zgodba o krapinskih praljudeh, se je začelo 23. avgusta 1899, ko je Dragutin Gorjanović-Kramberger na povabilo fra Dominika Antolkovića obiskal najdišče na Hušnjakovem hribu v Krapini, da bi raziskal tam najdene ostanke kosti in zob. Delavci so namreč zaradi izkopa peska, ki so ga izvajali na hribu, našli kosti.
Med raziskavo so odkrili štiri cone, ločene z živalskimi najdbami:
1. Castor fiber  (evropski bober)
2. Homo sapiens (človek)
3. Rhinocerus merckii (nosorog)
4. Ursus spelaeus (jamski medved)

Starost krapinskega pračloveka je ocenjena na 100.000 let. Med izkopavanji leta 1905 je bilo zbranih več kot 5000 predmetov (kosti pračloveka in živali, artefakti), od katerih je 874 ostankov človeškega izvora. Artefakti so pripadali moustérienski kulturi. Najdeni so bili tudi ostanki ognjišča, iz katerega lahko sklepamo, da je krapinski pračlovek poznal ogenj.

## Funkcije
Krapinski pračlovek je lovil in nabiral gozdne sadeže.
Pomembno je omeniti, da temeljita analiza in primerjava ostankov pračloveka, ki so bili najdeni v jami, kaže, da sta jamo hkrati naselili dve rasi. Obe rasi sta pripadali istemu tipu neandertalcev, vendar sta se razlikovali po telesni sestavi in osebni fizionomiji. Kramberger jih je razdelil na višjo in nižjo raso. Višji tip je imel ravno glavo od zgoraj, dolgo lobanjo, podolgovat obraz in okončine, nižji je bil bolj robustne zgradbe, krajših okončin, čokato telo, okrogle lobanje in širok obraz.
Posebej je treba poudariti, kako je bilo najdišče rekonstruirano za javno razstavo. Rekonstrukcija neandertalcev je bila narejena v skladu s predsodki, ki so takrat veljali glede prednikov. Prikazani so bili kot neumna in defektna bitja. To je popolnoma narobe. Neandertalci so bili na zelo visoki stopnji razvoja, sposobni so bili izdelovati prefinjeno orodje, skrbeti za bolne, pokopavati svoje mrtve, poznali so nekakšen jezik in obstajajo znaki religioznosti. Za krapinskega pračloveka, čeprav je pripadal neandertalski vrsti, ne moremo trditi, da je živel na enak način, torej da je imel isto kulturo življenja kot drugi pripadniki te vrste, ki so naselili druge dele sveta. Glede na številne kosti pračloveka, najdene raztresene po jami skupaj z živalskimi kostmi, se domneva, da pokojnika niso pokopali in poznali religioznosti. Sklepamo lahko, da so bili preprosta bitja, ki so smrt bližnjega identificirali s smrtjo katere koli živali. Znanstveniki se še vedno ostro prerekajo o tem, kako je krapinski pračlovek izginil. Nekateri podpirajo teorijo, da je bil kanibal, vendar je glavni argument nasprotnikov te teorije visoka stopnja človeških odnosov, dosežena v skupnosti in skrb za člane te skupnosti.
Velik del ostankov iz Hušnjakovega hriba je v Muzeju v Krapini, trenutno pa se gradi nov muzejski kompleks sodobnega oblikovanja v obliki lupine.
Najbolje ohranjena lobanja je lobanja C, ki jo najdemo v številnih učbenikih po vsem svetu. Dragutin Gorjanović-Kramberger je bil prvi paleontolog in paleoantropolog, ki je uporabil rentgenske žarke za preučevanje fosilnih ostankov kosti.